# Córdoba Open 2021
Giải quần vợt Córdoba Mở rộng 2021 là một giải quần vợt nam thi đấu trên mặt sân đất nện ngoài trời. Đây là lần thứ 3 Giải quần vợt Córdoba Mở rộng được tổ chức, và là một phần của ATP Tour 250 trong ATP Tour 2021. Giải đấu diễn ra tại Estadio Mario Alberto Kempes ở Córdoba, Argentina, từ ngày 20 tháng 2 đến ngày 28 tháng 2 năm 2021.

## Điểm và tiền thưởng

### Phân phối điểm
| Sự kiện | VĐ  | CK  | BK | TK | Vòng 1/16 | Vòng 1/32 | Q  | Q3 | Q2 | Q1 |
| Đơn     | 250 | 150 | 90 | 45 | 20        | 0         | 12 | 6  | 3  | 0  |
| Đôi     | 250 | 150 | 90 | 45 | 0         | —         | —  | —  | —  | —  |

### Tiền thưởng
| Sự kiện | VĐ      | CK      | BK      | TK     | Vòng 1/16 | Vòng 1/32 | Q3     | Q2     | Q1     |
| Đơn     | $24,110 | $17,810 | $13,350 | $9,125 | $6,235    | $4,450    | $3,360 | $2,280 | $1,260 |
| Đôi*    | $8,400  | $6,140  | $4,680  | $3,350 | $2,450    | —         | —      | —      | —      |

*mỗi đội

## Nội dung đơn

### Hạt giống
| Quốc gia | Tay vợt              | Xếp hạng1 | Hạt giống |
| -------- | -------------------- | --------- | --------- |
| ARG      | Diego Schwartzman    | 9         | 1         |
| FRA      | Benoît Paire         | 29        | 2         |
| SRB      | Miomir Kecmanović    | 41        | 3         |
| ARG      | Guido Pella          | 44        | 4         |
| ESP      | Albert Ramos Viñolas | 46        | 5         |
| GER      | Dominik Koepfer      | 70        | 6         |
| BRA      | Thiago Monteiro      | 74        | 7         |
| ARG      | Federico Delbonis    | 80        | 8         |

- 1 Bảng xếp hạng vào ngày 8 tháng 2 năm 2021

### Vận động viên khác
Đặc cách:
- Francisco Cerúndolo
- Nicolás Jarry
- Nicolás Kicker

Vượt qua vòng loại:
- Facundo Bagnis
- Marcelo Tomás Barrios Vera
- Juan Manuel Cerúndolo
- Tomás Martín Etcheverry

Thua cuộc may mắn:
- João Menezes

### Rút lui
Trước giải đấu
- Pablo Andújar → thay thế bởi  Thiago Seyboth Wild
- Salvatore Caruso → thay thế bởi  Andrej Martin
- Pablo Cuevas → thay thế bởi  Jozef Kovalík
- Laslo Đere → thay thế bởi  Hugo Dellien
- Pedro Martínez → thay thế bởi  Daniel Elahi Galán
- Guido Pella → thay thế bởi  João Menezes

## Nội dung đôi

### Hạt giống
| Quốc gia | Tay vợt           | Quốc gia | Tay vợt           | Xếp hạng1 | Hạt giống |
| -------- | ----------------- | -------- | ----------------- | --------- | --------- |
| USA      | Austin Krajicek   | CRO      | Franko Škugor     | 71        | 1         |
| BRA      | Marcelo Demoliner | MEX      | Santiago González | 90        | 2         |
| URU      | Ariel Behar       | ECU      | Gonzalo Escobar   | 119       | 3         |
| BIH      | Tomislav Brkić    | SRB      | Nikola Ćaćić      | 137       | 4         |

- 1 Bảng xếp hạng vào ngày 25 tháng 1 năm 2021

### Vận động viên khác
Đặc cách:
- Facundo Bagnis /  Máximo González
- Oliver Marach /  Agustín Velotti

### Rút lui
Trước giải đấu
- Marco Cecchinato /  Guido Pella → thay thế bởi  Thiago Monteiro /  Fernando Romboli
- Salvatore Caruso /  Máximo González → thay thế bởi  Federico Delbonis /  Juan Ignacio Londero
- Pablo Andújar /  Pedro Martínez → thay thế bởi  Federico Coria /  Hugo Dellien
- Pablo Cuevas /  Oliver Marach → thay thế bởi  Rafael Matos /  Felipe Meligeni Alves

## Nhà vô địch

### Đơn
- Juan Manuel Cerúndolo đánh bại  Albert Ramos Viñolas, 6–0, 2–6, 6–2.

### Đôi
- Rafael Matos /  Felipe Meligeni Alves đánh bại  Romain Arneodo /  Benoît Paire, 6–4, 6–1.